# Chloridazon
Chloridazon ist ein selektives Herbizid (Pflanzenschutzmittel) aus der Gruppe der Pyridazinon-Derivate, welches in den 1960er Jahren von BASF auf den Markt gebracht wurde und überwiegend im Rübenanbau eingesetzt wird. Es wirkt durch Hemmung der Photosynthese und der Hill-Reaktion und wird über die Wurzeln der Pflanzen aufgenommen.
Da das seit vierzig Jahren eingesetzte Chloridazon (in Form des Abbauproduktes Desphenyl-Chloridazon) im Jahr 2007 im Grundwasser nachgewiesen wurde, empfiehlt die chemische Industrie seit März 2007, auf den Einsatz in Trinkwasserschutzgebieten freiwillig zu verzichten.

## Gewinnung und Darstellung
Chloridazon kann über eine Reaktion von Mucochlorsäure mit Phenylhydrazin und Ammoniak hergestellt werden.
Bis 1996 war es in nennenswertem Umfang mit dem unwirksamen Iso-Chloridazon verunreinigt.

## Zulassung und Verwendung
In den Staaten der EU endete die Zulassung von chloridazonhaltigen Pflanzenschutzmitteln am 31. Dezember 2018. Auch in der Schweiz waren verschiedene Pflanzenschutzmittel (z. B. Pyramin) mit diesem Wirkstoff zugelassen, sind jedoch inzwischen nicht mehr im Handel.

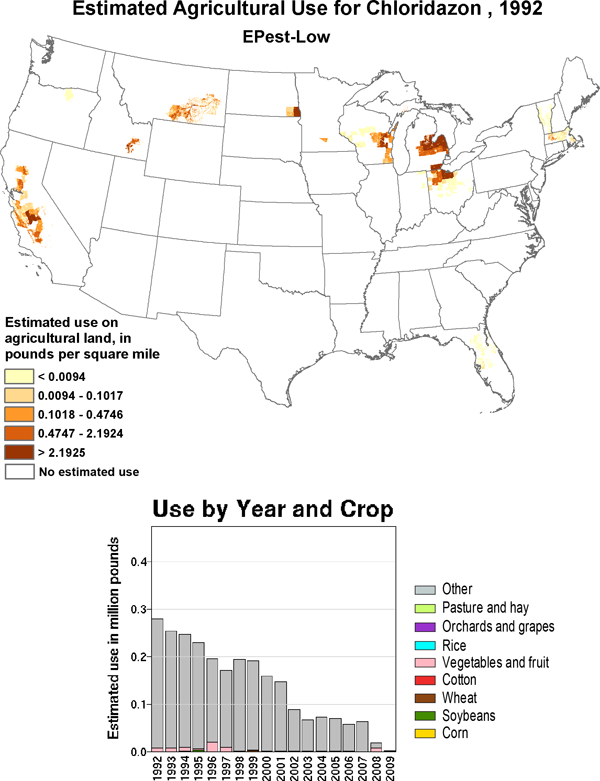
Geschätzte Ausbringungsmenge 1992 in den USA

In den USA wird Chloridazon nicht mehr verwendet.

## Nachweis
Chloridazon kann sowohl durch gaschromatographische als auch flüssigchromatographische Verfahren nachgewiesen werden. Zur Detektion und Quantifizierung kann außerdem ein Massenspektrometer verwendet werden.

## Abbau
Chloridazon wird über den Metaboliten B (Desphenyl-Chloridazon bzw. 4-Amino-5-chlorpyridazin-6-on) zum Metaboliten B1 (Methyl-desphenyl-Chloridazon bzw. 1-Methyl-4-amino-5-chlorpyridazin-6-on) abgebaut.

## Externe Links zu erwähnten Verbindungen
1. ↑  Externe Identifikatoren von bzw. Datenbank-Links zu Desphenyl-Chloridazon:  CAS-Nr.: 6339-19-1, EG-Nr.: 696-510-1, ECHA-InfoCard: 100.225.876, PubChem: 95827, ChemSpider: 86506, Wikidata: Q27156862.
2. ↑  Externe Identifikatoren von bzw. Datenbank-Links zu Iso-Chloridazon:  CAS-Nr.: 1698-61-9, PubChem: 613445, ChemSpider: 533236, Wikidata: Q82119699.
3. ↑  Externe Identifikatoren von bzw. Datenbank-Links zu Methyl-desphenyl-Chloridazon:  CAS-Nr.: 17254-80-7, EG-Nr.: 605-639-4, ECHA-InfoCard: 100.130.049, PubChem: 594330, ChemSpider: 516658, Wikidata: Q27156863.